# Clodoveo di Lippe
Clodoveo di Lippe (nome completo in tedesco Chlodwig Luitpold Friedrich August Georg Rudolf Christian Maximilian; Detmold, 27 settembre 1909 – Starnberg, 13 febbraio 2000) è stato un principe tedesco.

## Biografia
Il principe Clodoveo nacque a Detmold nel 1909, come quartogenito di Leopoldo IV e di Berta d'Assia-Philippsthal-Barchfeld. Nel 1931 entrò nel Partito Nazista.
Sposò Veronika Holl (1915-2007), figlia di Georg e di Josephine Giggenbach, il 27 marzo 1940 a Monaco di Baviera.
Fu escluso dalla successione alla casa di Lippe a opera di suo padre nel 1947, a causa del suo passato di nazista. Morì nel 2000 a Starnberg. Venne tumulato il 18 febbraio.

## Discendenza
Clodoveo di Lippe e Veronika Holl ebbero un figlio:
- Winfried-Chlodwig Leopold Ernst Georg (Monaco di Baviera, 21 aprile 1941), sposò il 6 luglio 1967 a Monaco di Baviera Catherine Rochmann (1942), figlia di Georg Henry e di Maria Reuser.[4][5]

## Titoli e trattamento
- 27 settembre 1909 - 13 febbraio 2000: Sua Altezza Serenissima, il principe Clodoveo di Lippe

## Ascendenza
|                                          |                                      |                                         | Genitori                                                         |  |  | Nonni |  |  | Bisnonni                    |  |  | Trisnonni                    |  |
|                                          |                                      |                                         |                                                                  |  |  |       |  |  | Giulio di Lippe-Biesterfeld |  |  | Ernesto di Lippe-Biesterfeld |  |
|                                          |                                      |                                         |                                                                  |  |  |       |  |  | Giulio di Lippe-Biesterfeld |  |  | Ernesto di Lippe-Biesterfeld |  |
|                                          |                                      | Modeste von Unruh                       |                                                                  |  |  |       |  |  | Giulio di Lippe-Biesterfeld |  |  |                              |  |
| Ernesto II di Lippe-Biesterfeld          |                                      |                                         |                                                                  |  |  |       |  |  | Giulio di Lippe-Biesterfeld |  |  |                              |  |
|                                          |                                      | Adelheid zu Castell-Castell             | Friedrich zu Castell-Castell                                     |  |  |       |  |  |                             |  |  |                              |  |
|                                          |                                      | Adelheid zu Castell-Castell             | Friedrich zu Castell-Castell                                     |  |  |       |  |  |                             |  |  |                              |  |
|                                          |                                      | Adelheid zu Castell-Castell             | Emilie zu Hohenlohe-Langenburg                                   |  |  |       |  |  |                             |  |  |                              |  |
| Leopoldo IV di Lippe                     |                                      | Adelheid zu Castell-Castell             |                                                                  |  |  |       |  |  |                             |  |  |                              |  |
|                                          |                                      | Leopold Otto Frederick von Wartensleben | Cäsar von Wartensleben                                           |  |  |       |  |  |                             |  |  |                              |  |
|                                          |                                      | Leopold Otto Frederick von Wartensleben | Cäsar von Wartensleben                                           |  |  |       |  |  |                             |  |  |                              |  |
|                                          |                                      | Leopold Otto Frederick von Wartensleben | Friederike von Gfug                                              |  |  |       |  |  |                             |  |  |                              |  |
| Karoline von Wartensleben                |                                      | Leopold Otto Frederick von Wartensleben |                                                                  |  |  |       |  |  |                             |  |  |                              |  |
|                                          |                                      | Mathilde Halbach                        | Arnold Halbach                                                   |  |  |       |  |  |                             |  |  |                              |  |
|                                          |                                      | Mathilde Halbach                        | Arnold Halbach                                                   |  |  |       |  |  |                             |  |  |                              |  |
|                                          |                                      | Mathilde Halbach                        | Johanna Karoline Mathilde Bohlen                                 |  |  |       |  |  |                             |  |  |                              |  |
| Clodoveo di Lippe                        |                                      | Mathilde Halbach                        |                                                                  |  |  |       |  |  |                             |  |  |                              |  |
|                                          | Carlo d'Assia-Philippsthal-Barchfeld | Adolfo d'Assia-Philippsthal-Barchfeld   |                                                                  |  |  |       |  |  |                             |  |  |                              |  |
|                                          | Carlo d'Assia-Philippsthal-Barchfeld | Adolfo d'Assia-Philippsthal-Barchfeld   |                                                                  |  |  |       |  |  |                             |  |  |                              |  |
|                                          | Carlo d'Assia-Philippsthal-Barchfeld | Luisa di Sassonia-Meiningen             |                                                                  |  |  |       |  |  |                             |  |  |                              |  |
| Guglielmo d'Assia-Philippsthal-Barchfeld | Carlo d'Assia-Philippsthal-Barchfeld |                                         |                                                                  |  |  |       |  |  |                             |  |  |                              |  |
|                                          |                                      | Sofia di Bentheim e Steinfurt           | Luigi di Bentheim e Steinfurt                                    |  |  |       |  |  |                             |  |  |                              |  |
|                                          |                                      | Sofia di Bentheim e Steinfurt           | Luigi di Bentheim e Steinfurt                                    |  |  |       |  |  |                             |  |  |                              |  |
|                                          |                                      | Sofia di Bentheim e Steinfurt           | Giuliana Guglielmina di Schleswig-Holstein-Sonderburg-Glücksburg |  |  |       |  |  |                             |  |  |                              |  |
| Berta d'Assia-Philippsthal-Barchfeld     |                                      | Sofia di Bentheim e Steinfurt           |                                                                  |  |  |       |  |  |                             |  |  |                              |  |
|                                          |                                      | Luigi Guglielmo di Bentheim e Steinfurt | Alessio I di Bentheim-Steinfurt                                  |  |  |       |  |  |                             |  |  |                              |  |
|                                          |                                      | Luigi Guglielmo di Bentheim e Steinfurt | Alessio I di Bentheim-Steinfurt                                  |  |  |       |  |  |                             |  |  |                              |  |
|                                          |                                      | Luigi Guglielmo di Bentheim e Steinfurt | Guglielmina di Solms-Braunfels                                   |  |  |       |  |  |                             |  |  |                              |  |
| Juliane von Bentheim und Steinfurt       |                                      | Luigi Guglielmo di Bentheim e Steinfurt |                                                                  |  |  |       |  |  |                             |  |  |                              |  |
|                                          |                                      | Berta d'Assia-Philippsthal-Barchfeld    | Carlo d'Assia-Philippsthal-Barchfeld                             |  |  |       |  |  |                             |  |  |                              |  |
|                                          |                                      | Berta d'Assia-Philippsthal-Barchfeld    | Carlo d'Assia-Philippsthal-Barchfeld                             |  |  |       |  |  |                             |  |  |                              |  |
|                                          |                                      | Berta d'Assia-Philippsthal-Barchfeld    | Augusta di Hohenloe-Ingelfingen                                  |  |  |       |  |  |                             |  |  |                              |  |
|                                          |                                      | Berta d'Assia-Philippsthal-Barchfeld    |                                                                  |  |  |       |  |  |                             |  |  |                              |  |